# 존 호턴 (물리학자)
존 시어도어 호턴 경(Sir John Theodore Houghton CBE FRS FLSW, 1931년 12월 30일 ~ 2020년 4월 15일)은 웨일스의 대기물리학자이다.
1973년부터 1983년까지 옥스퍼드 대학교 기상물리학 교수를 맡았다. 1983년부터 1991년까지 영국 기상청의 청장을 맡았다. 1988년에 설립된 기후 변화에 관한 정부간 패널(IPCC)의 초대 공동의장을 맡았다. IPCC는 이후 2007년에 노벨평화상을 받게 된다. 
2020년 4월 15일 코로나19에 의한 합병증으로 사망하였다.